# 室蘭まちづくり放送
室蘭まちづくり放送株式会社（むろらんまちづくりほうそう）は、北海道室蘭市、伊達市の各一部地域を放送区域として超短波放送（FM放送）を営む特定地上基幹放送事業者である。
FMびゅーの愛称でコミュニティ放送を行っている。

## 概要
2001年（平成13年）12月にインターネットラジオ局を開設したボランティア市民団体・ぼこいふじエンターテイメントを中心に、室蘭市内の地元企業・団体が出資者・発起人になって設立された。胆振日高圏としては初めてのコミュニティ放送局で、主要7都市（札幌市・旭川市・函館市・室蘭市・帯広市・北見市・釧路市）の中では最後発になる。
呼出名称は「むろらんエフエム」、当初の放送区域は室蘭市の一部地域だった。愛称の「FMびゅー」は放送エリアの西胆振の景観「VIEW」と、ビュービューと吹く室蘭の強い「風」をかけあわせ、この地域の様子をFM放送で多くの住民に伝えるという意味が込められている。
自主製作番組以外は、主にFM NORTH WAVEの番組（一部J-WAVE制作も含む）を放送している。同局は全道を放送対象地域としているものの、室蘭市周辺に中継局がなく聴取条件が悪いため、当局での再送信が行われるようになった。また、2018年度は平日・土曜の日中にミュージックバードの再送信を行っていた。2015年（平成27年）に開局したwi-radioとはサイマル放送を行っている。
なお、2012年6月までは、設立母体であるぼこいふじエンターテイメント制作扱いとなる番組があった。同団体はFMびゅーに合流している。
時報には自転車のベルの音を使用している。
会議などが行われている場合を除き、生放送の番組を見学することができる。輪西町にスタジオが所在していた頃は、第1スタジオと第2スタジオが存在した。第1スタジオは主に生放送、第2スタジオは番組やCMの収録に使用されていた。
イベントも開催しており、胆振地域のお祭り各所で中継を行う場合がある。また「FMびゅーカー」と呼ばれる、営業・中継等に使用されている車が現在3台あり、いずれも局ステッカーが貼付されており、目立つようになっている。

## 放送エリア
会社概要では、御前水（ごぜんすい）送信所と伊達市館山（たてやま）中継局から電波を発射、室蘭市・登別市・伊達市（大滝地区をのぞく）としている。

## 沿革
- 2007年（平成19年）11月　室蘭まちづくり放送会社設立
- 2008年（平成20年）
  - 7月3日 - 放送局（現・特定地上基幹放送局）の予備免許取得
  - 8月1日 - 放送局の免許取得。
  - 8月10日 - 放送開始。
- 2012年（平成24年）
  - 8月2日 - 伊達中継局の免許取得[3]。
  - 8月3日 - 伊達中継局開局。伊達市の一部が放送区域となる。
- 2019年（平成31年）3月25日 - 室蘭市みゆき町の輪西多目的センター4階へ移転。移転に伴い、22日19時から放送を休止[注釈 4]し、25日7時より新スタジオより放送を開始[4]。
- 2023年（令和5年）8月10日 - JCBAインターネットサイマルラジオ、「Radimo」によるインターネット配信を開始。

## 自社制作番組
2024年10月現在、太字は生放送番組。
- いってきますらっしゃい（月曜 - 金曜 7:00 - 10:00）
- らふ（月曜 - 金曜 11:30 - 14:00）
- オレンジ（月曜 - 金曜 17:00 - 18:00）
- Highar and Hire（月曜 19:00 - 19:30）
- 今日もいい日に（火曜 11:00 - 11:30）
- 弁護士みらいカフェ（火曜 14:00 - 14:30）
- 尾﨑佳枝の“クラシックプロムナード”（火曜 19:00 - 19:30）
- FP事務所の「くらしとお金」相談室（水曜 10:30 - 11:00）
- KanzyのMusic Mountain（水曜 14:00 - 14:30）
- ごちゃまぜラジオ（水曜 20:00 - 20:30）
- 工大ナビ（木曜 19:00 - 19:30）
- 〇〇ゲームおんがく きこうぜ!（木曜 20:00 - 20:30）
- Soliste Music Sparking（金曜 21:00 - 22:00）
- おしゃべりCafe（金曜 10:30 - 11:00）
- 出愛に感謝-毎日がパラダイス-（金曜 14:30 - 15:00）
- FRI-HIGH!（金曜 15:00 - 17:00）
- スキップ（金曜 18:00 - 19:00）
- 坪川拓史セブンスガーデン（金曜 19:00 - 19:30）
- みんなのうた（土曜 9:30 - 10:00）
- アクティブ!（土曜 10:00 - 12:00）
- 大山慎介の「復活」北海道（土曜 17:00 - 18:00、再放送・火曜 10:00 - 11:00）

番組内で放送されるニュースは北海道新聞協力・道内ニュースの「北海道新聞ニュース」と室蘭民報協力・胆振日高ニュースの「むろみんニュース」で構成される。
日本製鉄室蘭製鉄所の各スポーツチーム（硬式野球部・サッカー部・アイスホッケー部など）の試合中継も適宜行っている。